# Exemplifiering
Exemplifiering är ett slags symbolisering som karaktäriseras av relationen mellan ett exempel och vad exemplet står för.

## Beskrivning
Till skillnad från ostension som är handlingen att visa eller peka på exempel är exemplifiering innehav av någon egenskap plus referens till dess beteckning (Goodman, 1976). Till exempel, om ett färgprov innehar egenskapen som betecknas av ordet "grönt", så exemplifierar färgprovet grönt. Man kan säga att innehav av en egenskap är just att stå för dess beteckning. 

### Provexemplar
Medan ordet "grönt" refererar till vilket grönt föremål som helst är det endast de gröna föremål som används som provexemplar, till exempel en grön plastbit i en färgkarta, som exemplifierar grönt. Exemplifiering är dessutom selektiv: ett provexemplar exemplifierar inte alla dess egenskaper (storlek, form, material, estetiska eller ekonomiska värde etc.) utan enbart egenskapen som provexemplaret är en symbol för.

### En form av referens
Referens är relationen mellan någonting som "står för" någonting annat, och vanligtvis går relationen i en riktning, till exempel, från ett ord till vad ordet står för. Men den används även i båda riktningarna, till exempel när ett varuprov både innehar en egenskap och symboliserar dess beteckning. Om ordet 'fiskbensmönstrat' refererar till en viss egenskap i ett varuprov, så refererar provet till samma egenskap genom att exemplifiera den. Därför är exemplifiering en form av referens.

## Användning
- Varuprover exemplifierar vad de innehar.
- Som en del i ostensiv definition. Till exempel när en konstnär definierar en ny stil genom att visa verk som exemplifierar den.